# The Ultimate Fighter: América Latina 2
The Ultimate Fighter: América Latina 2 será um reality show da série The Ultimate Fighter, produzida pelo Ultimate Fighting Championship (UFC). Essa será a nona temporada internacional e a segunda apenas com lutadores da América Latina.
Em 29 de Outubro de 2014, foi anunciado que os treinadores para a temporada seriam Kelvin Gastelum e Efrain Escudero. Como os treinadores competem em divisões de peso diferentes, eles não se enfrentarão ao fim da temporada.
O UFC abriu audições para o reality em 29 de Março de 2015. Fazendo audições para lutadores nos pesos Leves e Meio Médios com no mínimo 21 anos e no mínimo duas vitórias em três lutas profissionais. O elenco foi anunciado em 22 de Abril de 2015.
O elenco conta com lutadores de 9 países: Arzamendia, do Paraguai; Barzola e Olano, do Peru; Meza e Ramos, do Panamá; Ortega, do Chile; Soto, da Nicarágua; Fernández, de Honduras; Marín, da Espanha; Medinilla, da Argentina e Gutiérrez, Reyes, Salas, Aldana, Herrera e Montaño, do México.

## Elenco

### Equipes
| Equipe Gastelum - Kelvin Gastelum, Treinador Principal - Uriah Hall - Victor Davila, Treinador de Jiu Jitsu - Clayton Hires, Treinador de Boxe - Terrell Hunsinger, Jr. - Brian Beaumont | Equipe Escudero - Efrain Escudero, Treinador Principal - Augusto Mendes, Treinador de Jiu Jitsu - John Crouch, Treinador de Jiu Jitsu - Shaine Jaime, Treinador de Wrestling - Jarret Aki, Treinador de Força e Condicionamento - Benson Henderson - Yaotzin Meza - William Beech |

### Lutadores
- Equipe Gastelum: César Arzamendia, Daniel Salas, Jonathan Ortega, Christihian Soto, Wilmer Fernández, Enrique Marín, Erick Montaño e Vernon Ramos.
- Equipe Escudero: Enrique Barzola, Horacio Gutiérrez, Oliver Meza, Marco Polo Reyes, Héctor Aldana, Alvaro Herrera, Kevin Medinilla e Marco Olano.

## Chave do Torneio

### Peso Leve
|  | Round de Eliminação | Round de Eliminação |                   |     | Semifinal | Semifinal |  |  | Finale | Finale |
|  |                     |                     |                   |     |           |           |  |  |        |        |
|  |                     |                     |                   |     |           |           |  |  |        |        |
|  |                     |                     |                   |     |           |           |  |  |        |        |
|  | Cesar Arzamendia    | TKO                 |                   |     |           |           |  |  |        |        |
|  | Cesar Arzamendia    | TKO                 |                   |     |           |           |  |  |        |        |
|  | Oliver Meza         | 1                   |                   |     |           |           |  |  |        |        |
|  | Oliver Meza         | 1                   | Cesar Arzamendia  | 1   |           |           |  |  |        |        |
|  |                     |                     | Cesar Arzamendia  | 1   |           |           |  |  |        |        |
|  |                     | Enrique Barzola     | FIN               |     |           |           |  |  |        |        |
|  | Jonathan Ortega     | Enrique Barzola     | FIN               | 3   |           |           |  |  |        |        |
|  | Jonathan Ortega     |                     |                   | 3   |           |           |  |  |        |        |
|  | Enrique Barzola     | DU                  |                   |     |           |           |  |  |        |        |
|  | Enrique Barzola     | DU                  | Enrique Barzola   | DU  |           |           |  |  |        |        |
|  |                     |                     | Enrique Barzola   | DU  |           |           |  |  |        |        |
|  |                     | Horacio Gutierrez   | 3                 |     |           |           |  |  |        |        |
|  | Danny Salas         | Horacio Gutierrez   | 3                 | 3   |           |           |  |  |        |        |
|  | Danny Salas         |                     |                   | 3   |           |           |  |  |        |        |
|  | Horacio Gutierrez   | DM                  |                   |     |           |           |  |  |        |        |
|  | Horacio Gutierrez   | DM                  | Horacio Gutierrez | TKO |           |           |  |  |        |        |
|  |                     |                     | Horacio Gutierrez | TKO |           |           |  |  |        |        |
|  |                     | Polo Reyes          | 1                 |     |           |           |  |  |        |        |
|  | Christhian Soto     | Polo Reyes          | 1                 | 1   |           |           |  |  |        |        |
|  | Christhian Soto     |                     |                   | 1   |           |           |  |  |        |        |
|  | Polo Reyes          | TKO                 |                   |     |           |           |  |  |        |        |
|  | Polo Reyes          | TKO                 |                   |     |           |           |  |  |        |        |

### Peso Meio Médio
|  | Round de Eliminação | Round de Eliminação |               |     | Semifinal | Semifinal |  |  | Finale | Finale |
|  |                     |                     |               |     |           |           |  |  |        |        |
|  |                     |                     |               |     |           |           |  |  |        |        |
|  |                     |                     |               |     |           |           |  |  |        |        |
|  | Enrique Marin       | DM                  |               |     |           |           |  |  |        |        |
|  | Enrique Marin       | DM                  |               |     |           |           |  |  |        |        |
|  | Kevin Medinilla     | 2                   |               |     |           |           |  |  |        |        |
|  | Kevin Medinilla     | 2                   | Enrique Marin | FIN |           |           |  |  |        |        |
|  |                     |                     | Enrique Marin | FIN |           |           |  |  |        |        |
|  |                     | Hector Aldana       | 1             |     |           |           |  |  |        |        |
|  | Hector Aldana       | Hector Aldana       | 1             | DU  |           |           |  |  |        |        |
|  | Hector Aldana       |                     |               | DU  |           |           |  |  |        |        |
|  | Alvaro Herrera      | 2                   |               |     |           |           |  |  |        |        |
|  | Alvaro Herrera      | 2                   | Enrique Marin | 3   |           |           |  |  |        |        |
|  |                     |                     | Enrique Marin | 3   |           |           |  |  |        |        |
|  |                     | Erick Montano       | DD            |     |           |           |  |  |        |        |
|  | Erick Montano       | Erick Montano       | DD            | TKO |           |           |  |  |        |        |
|  | Erick Montano       |                     |               | TKO |           |           |  |  |        |        |
|  | Marco Olano         | 1                   |               |     |           |           |  |  |        |        |
|  | Marco Olano         | 1                   | Erick Montano | FIN |           |           |  |  |        |        |
|  |                     |                     | Erick Montano | FIN |           |           |  |  |        |        |
|  |                     | Vernon Ramos        | 1             |     |           |           |  |  |        |        |
|  | Wilmer Fernandez    | Vernon Ramos        | 1             | 3   |           |           |  |  |        |        |
|  | Wilmer Fernandez    |                     |               | 3   |           |           |  |  |        |        |
|  | Vernon Ramos        | DU                  |               |     |           |           |  |  |        |        |
|  | Vernon Ramos        | DU                  |               |     |           |           |  |  |        |        |

|       |  | Equipe Gastelum     |
|       |  | Equipe Escudero     |
| DU    |  | Decisão Unânime     |
| DM    |  | Decisão Majoritária |
| DD    |  | Decisão Dividida    |
| FIN   |  | Finalização         |
| (T)KO |  | Nocaute (Técnico)   |

## Finale
The Ultimate Fighter América Latina 2 Finale: Magny vs. Gastelum (também conhecido como UFC Fight Night 78) é um evento de artes marciais mistas promovido pelo Ultimate Fighting Championship, é esperado para ocorrer em 21 de Novembro de 2015 na Arena Monterrey em Monterrey, México.

### Background
As finais do The Ultimate Fighter: América Latina 2 nos Pesos Leves e Meio Médios são esperadas para acontecer nesse evento.
A luta entre os meio médios Matt Brown e Kelvin Gastelum era esperada para ser a luta principal. No entanto Brown teve que ser retirar do evento, após a notícia o mesmo foi substituído pelo compatriota Neil Magny.
Damian Stasiak deveria enfrentar Érik Pérez neste evento. No entanto, Stasiak foi removido da luta e foi substituído por Taylor Lapilus.

### Card Oficial
Nota 1 The Ultimate Fighter: América Latina 2: Final dos pesos Meio Médios.

Nota 2 The Ultimate Fighter: América Latina 2: Final dos pesos Leves.

## Bônus da Noite
- Luta da Noite:  Kelvin Gastelum vs.  Neil Magny
- Performance da Noite:  Andre Fili e  Polo Reyes

## Emissoras Transmissoras
- Estados Unidos: Fox Deportes
- Rússia: VGTRK
- México: Canal 5
- Argentina: América
- Brasil: Combate
- Bolívia: Red Uno
- Chile: Via X
- Equador: Teleamazonas
- Nicarágua: Viva Nicaragua
- Panamá: NEXtv
- Paraguai: Telefuturo
- Peru: América
- Uruguai: Canal 10
- Venezuela: Meridiano Television
- Colômbia: Caracol Television
- Honduras: Teleprogreso